# Renaissance FC (Kamerun)
Der Renaissance FC de Ngoumou, auch einfach nur Renaissance FC, ist ein 2000 gegründeter kamerunischer Fußballverein aus Ngoumou. Aktuell spielt der Verein in der ersten Liga, der MTN Elite one.

## Stadion
Der Verein trägt seine Heimspiele im Stade de Ngoa Ekélé in Yaoundé aus. Das Stadion hat ein Fassungsvermögen von 5000 Personen.